# Geoekologija
Geoekologija je znanost koja se bavi zemljopisom i ekologijom. Naziv dolazi od starogrčkih riječi: ge - Zemlja, oikos - kuća, dom i logos - znanost. Bavi se proučavanjem utjecaja prirodnih i društvenih čimbenika zemljopisne sredine na život organizama, a posebno na čovjeka.
Geoekologija proučava prostornu izmjenljivost sredine koja ima izuzetan ekološki značaj, zatim promjenu zemljopisne sredine izazvane ljudskom djelatnošću, a, između ostalog, prognozira i te promjene u budućnosti.
Važan predmet geoekologije je problem zagađivanja okoliša, zaštita od istog, kako i sanacija degradiranog područja. Osim toga važno je i proučavanje prirodnih nesreća i mogućnosti njihovog sprječavanja i ublažavanja.